# Superliga Brasileira de Voleibol Masculino de 1998–99
A quinta edição da Superliga Brasileira de Voleibol foi um torneio realizado a partir de 2 de dezembro de 1998 até 20 de março de 1999 por doze equipes, representando seis estados.

## Participantes
Banespa, São Paulo/SP

 Barão, Blumenau/SC

 Bento Vôlei, Bento Gonçalves/RS

 Maringá, Maringá/PR

 Minas, Belo Horizonte/MG

 Náutico, Araraquara/SP

 Olympikus, Rio de Janeiro/RJ

 Santo André, Santo André/SP

 São Caetano, São Caetano do Sul/SP

 Suzano, Suzano/SP

 Ulbra, Canoas/RS

 Unincor, Três Corações/MG

## Regulamento
- Fase Classificatória: As 12 equipes disputaram partida todos contra todos, em sistema de turno e returno. Após disputada as 22 rodadas, as equipes campeãs do turno e do returno se classificaram automaticamente para a fase semifinal. Se uma equipe ganhasse os 2 turnos, a vaga ficaria com a segunda melhor equipe na classificação geral (turno e returno).
- Playoffs: Os times que ficaram entre terceiro e sexto lugares foram divididos em dois grupos de duas equipes. No primeiro, jogaram o terceiro e o sexto colocados. Já o outro grupo teve o quarto e o quinto. Esses dois grupos foram disputados em sistema de play-offs.

Os campeões desses confrontos enfrentaram nas semifinais os dois primeiros colocados da fase de classificação. As séries semifinais, assim como a série final, aconteceram em melhor de cinco jogos.